# Henryk Ross

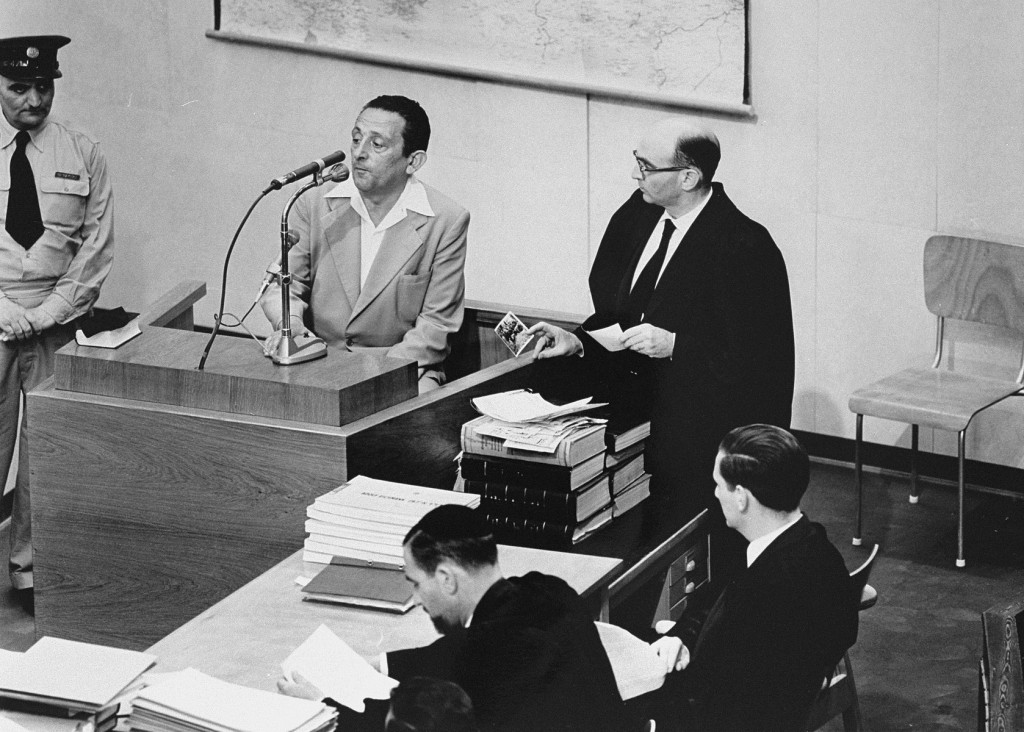
Staatsanwalt Gideon Hausner (rechts stehend) befragt den Zeugen Henryk Ross (am Mikrofon) zu seinen Fotos beim Eichmann-Prozess, 2. Mai 1961

Henryk Ross (* 1. Mai 1910 in Warschau; † 1991 in Israel) war ein polnisch-israelischer Fotograf und Überlebender des Holocaust.

## Leben
Henryk Ross arbeitete vor dem Krieg in Łódź als Pressefotograf für verschiedene polnische Zeitungen und wurde im Krieg in die polnische Armee eingezogen. Nach der deutschen Besetzung Polens wurde die jüdische Bevölkerung der Stadt ab April 1940 im Ghetto Litzmannstadt eingesperrt, so auch Henryk Ross und seine Frau Stefania.
Ross erhielt eine Stelle als Fotograf bei der jüdischen Verwaltung des Ghettos, die nur scheinbar selbstständig unter der Kontrolle der Deutschen handelte. Er machte vor allem Porträtaufnahmen für die Ausweise der Ghettobewohner, die vom deutschen Amtsleiter Hans Biebow ausgestellt wurden, außerdem fotografierte er Muster der im Ghetto hergestellten Waren und hatte andere Auftragsarbeiten der deutschen Ghettoaufsicht. Ross schaffte es, auch den Alltag der anfänglich circa 200.000 Bewohner des Ghettos zu dokumentieren. Diese Fotos zeigen die vermeintliche Normalität unter den Bedingungen der Ghettohaft und, obwohl er nicht den Auftrag für solche Bilder hatte, das Leiden und Sterben im Ghetto, in dem die Deutschen die Bevölkerung verhungern ließen. Die Alten, Kranken und Kinder wurden abgesondert und in Vernichtungslager deportiert, die arbeitsfähige Ghettobevölkerung musste in Werkstätten für die Wehrmachtsausrüstung arbeiten.
Als im Sommer 1944 die Ghettobevölkerung weitestgehend in die Vernichtungslager Kulmhof und Auschwitz deportiert worden war, gehörte Ross zum Aufräumkommando im aufgelösten Ghetto. Daher konnte er zahlreiche Fotos und Dokumente vergraben und nach der Befreiung die Kisten im März 1945 bergen. Auch von seinem Kollegen Mendel Grossman, der 1945 beim Todesmarsch aus dem KZ-Außenlager Königs Wusterhausen umgebracht wurde, blieben Fotos erhalten.
Nach dem Krieg führte Ross ein Fotogeschäft in Łódź. Ross und seine Frau Stefania emigrierten 1956 nach Israel, und er nahm die Fotos mit. In Tel Aviv arbeitete er in einer Zinkografie. Beim Eichmann-Prozess 1961 wurde Ross in polnischer Sprache als Zeuge gehört und es wurden Fotografien von ihm von der Staatsanwaltschaft als Beweismaterial vorgelegt, Adolf Eichmanns Verteidiger Robert Servatius äußerte sich nicht zu den Dokumenten. Anfänglich wurden vorwiegend die Fotos veröffentlicht, die das Leiden im Ghetto dokumentieren. Da Ross auch alltägliche Szenen außerhalb des Schreckens fotografiert und auch diese Negative gerettet hatte, wurden später diese bei der Bildauswahl berücksichtigt.
Sein Sohn überließ die Negative dem Londoner „Archive of Modern Conflict“, 3000 weitere Negative befinden sich heute in der Art Gallery of Ontario in Toronto.

## Schriften
- mit Aleksander Klugman: The last journey of the Jews of Lodz. S. Kibel, Tel-Aviv, ca. 1967, zuerst 1950.
- Thomas Weber: Lodz Ghetto Album: Photographs by Henryk Ross (photographs selected by Timothy Prus & Martin Parr). Archive of Modern Conflict. Chris Booth, London 2004, ISBN 0-9542813-7-3.